# 155 Rezerwowa Dywizja Pancerna (III Rzesza)
155 Rezerwowa Dywizja Pancerna (niem. 155. Reserve-Panzer-Division) – niemiecka rezerwowa dywizja pancerna z okresu II wojny światowej. Jednostka stacjonowała kolejno w Ulm, Pradze, Stuttgarcie, Ludwigsburgu i we Francji.

## Historia
Dywizja powstała 26 sierpnia 1939 r. jako V Komendantura Oddziałów Zapasowych (Kommandeur der Ersatztruppen V) w Ulm. 9 maja 1939 r. przemianowano ją na 155 Dywizję Zapasową (Division Nr. 155). 12 maja 1942 dywizję kolejny raz zreorganizowano i przystosowano do nadzorowania jednostek szybkich tworząc 155 Zmechanizowaną Dywizję Zapasową (Division (motorisiert) Nr. 155).
5 kwietnia 1943 r. jednostkę przemianowano na 155 Zapasową Dywizję Pancerną i wysłano do północno-wschodniej Francji. 1 sierpnia 1943 r. przemianowano ją na 155 Rezerwową Dywizję Pancerną. Była to jednostka słaba, posiadała tylko ok. 60 czołgów PzKpfw III i IV, a najlepiej wyszkolonych żołnierzy przekazano wcześniej do jednostek liniowych. W maju 1944 r. dywizja została w całości wchłonięta przez 9 Dywizję Pancerną.

## Dowódcy dywizji
- gen. por. Otto Tscherning od 26 sierpnia 1939,
- gen. por. Franz Landgraf od 1 maja 1942,
- gen. mjr Max Fremerey od 1 października 1942,
- gen. mjr Kurt von Jesser od 24 sierpnia 1943.

## Skład dywizji
1941
- 25., 35. i 215. zapasowe pułki piechoty, 25. zapasowy pułk artylerii, 18. zapasowy batalion kawalerii, 5. zapasowy batalion przeciwpancerny, 35. zapasowy batalion inżynieryjny.

1942
- 7. zapasowy batalion pancerny, 5. zapasowy pułk grenadierów pancernych, 25. zapasowy pułk zmotoryzowany, 260. rezerwowy zmotoryzowany pułk artylerii.

1943
- 7. rezerwowy batalion pancerny, 5. rezerwowy pułk grenadierów pancernych, 25. zapasowy zmotoryzowany pułk grenadierów, 260. rezerwowy zmotoryzowany batalion artylerii, 7. rezerwowy batalion przeciwpancerny, 5. rezerwowy pancerny batalion rozpoznawczy, 19. rezerwowy pancerny batalion inżynieryjny, 1055 rezerwowa pancerna kompania łączności, dywizyjne oddziały zaopatrzeniowe[2].